# Au cul du loup
Pour plus de détails, voir Fiche technique et Distribution.
Au cul du loup est une comédie dramatique belge écrite et réalisée par Pierre Duculot, sortie en 2011.

## Synopsis
Une Belge hérite d'une maison en Corse au décès de sa grand-mère.

## Fiche technique
- Titre original français : Au cul du loup
- Réalisation : Pierre Duculot
- Scénario : Pierre Duculot
- Décors : Françoise Joset
- Costumes : Gaëtane Paulus
- Photographie : Hichame Alaouié
- Son : Quentin Collette
- Musiques : Béatrice Thiriet
- Maquillage : Nelly Robin
- Montage : Susana Rossberg, Virginie Messiaen
- Production : Denis Delcampe, Isabelle Mathy, Adrian Politowski, Gilles Waterkeyn
- Sociétés de production : Need Productions, Perspective Films, Ufilm
- Sociétés de distribution : Need Productions, Perspective Films, Surtsey Films, Schwarz/Weiss Films Verleih, Filmladen, Luna Film, Xenix Filmdistribution
- Pays d’origine :  Belgique
- Langue originale : français
- Format : couleur
- Genre : comédie dramatique
- Durée : 82 minutes
- Dates de sortie et box-office (total Europe : 198 455 entrées)[3] :
  - France : 16 juin 2011 (Festival du film de Cabourg)
  - Belgique : 25 janvier 2012 - environ 12 000 entrées[4]
  - France : 22 août 2012 - 1 955 entrées
  - Suisse : 8 novembre 2012 - 2 692 entrées

## Distribution
- Christelle Cornil : Christina
- François Vincentelli : Pascal
- Jean-Jacques Rausin : Marco
- Pierre Nisse : Tony
- Roberto D'Orazio : Alberto
- Marijke Pinoy : Annette
- Cédric Eeckhout : Cédric
- William Dunker : Gino
- Marcelle Stefanelli : Fiona
- Didier Ferrari : Félix
- Thomas Bronzini de Caraffa : Thomas
- Djemel Barek : Kamel
- Marie Kremer : Ariane
- Lionel Tavera : Antoine
- Jean-Pierre Lanfranchi : le médecin
- Jean-Marie Orsini : l'expert
- Julien Lacroix : Martin
- Pierre-Laurent Santelli : Simon
- Mimi Allegrini : Mimi
- Guillaume Boyo : Bati
- Chany Sabaty : Estelle
- Kevin Lameta : le serveur Les Platanes
- Pierre-Jean Costa : le barman Les Platanes
- Pascal Costa : un client Les Platanes
- Arthur Antolini : un client Les Platanes
- Safya Latrèche : l'hôtesse Europ Assistance
- François Soovie : le notaire
- Ingrid Heiderscheidt : la dame du déménagement
- Roland Michaux : un clochard
- Jean-Louis Froment : un clochard

## Distinctions

### Récompenses
- Festival international du film d'Amiens 2011 : Grand prix du long métrage (Licorne d’Or) et Prix du public long métrage

### Nominations
- Magritte du cinéma 2013 : Meilleur premier film[réf. nécessaire]